# Las Cruces (Los Santos)
Las Cruces es un corregimiento ubicado en el distrito de Los Santos en la provincia panameña de Los Santos. En el año 2010 tenía una población de 1 201 habitantes y una densidad poblacional de 27 personas por km².

## Toponimia y gentilicio
Toma su nombre de la palabra latina Crux.
Nombre que se dio debido a la gran intersección de calles en el corregimiento.

## Geografía física
Las Cruces se encuentra ubicada en las coordenadas 07°50′00″N 80°26′00″O / 7.83333, -80.43333. De acuerdo con los datos del INEC el corregimiento posee un área de 44,5 km².
Las Cruces de Los Santos está conformada por tres regimientos: La Limona, Guarareito y Galera.

## Demografía
De acuerdo con el censo del año 2010, el corregimiento tenía una población de unos 1 201 habitantes. La densidad poblacional era de 27 habitantes por km². 